# Philip G. Hodge

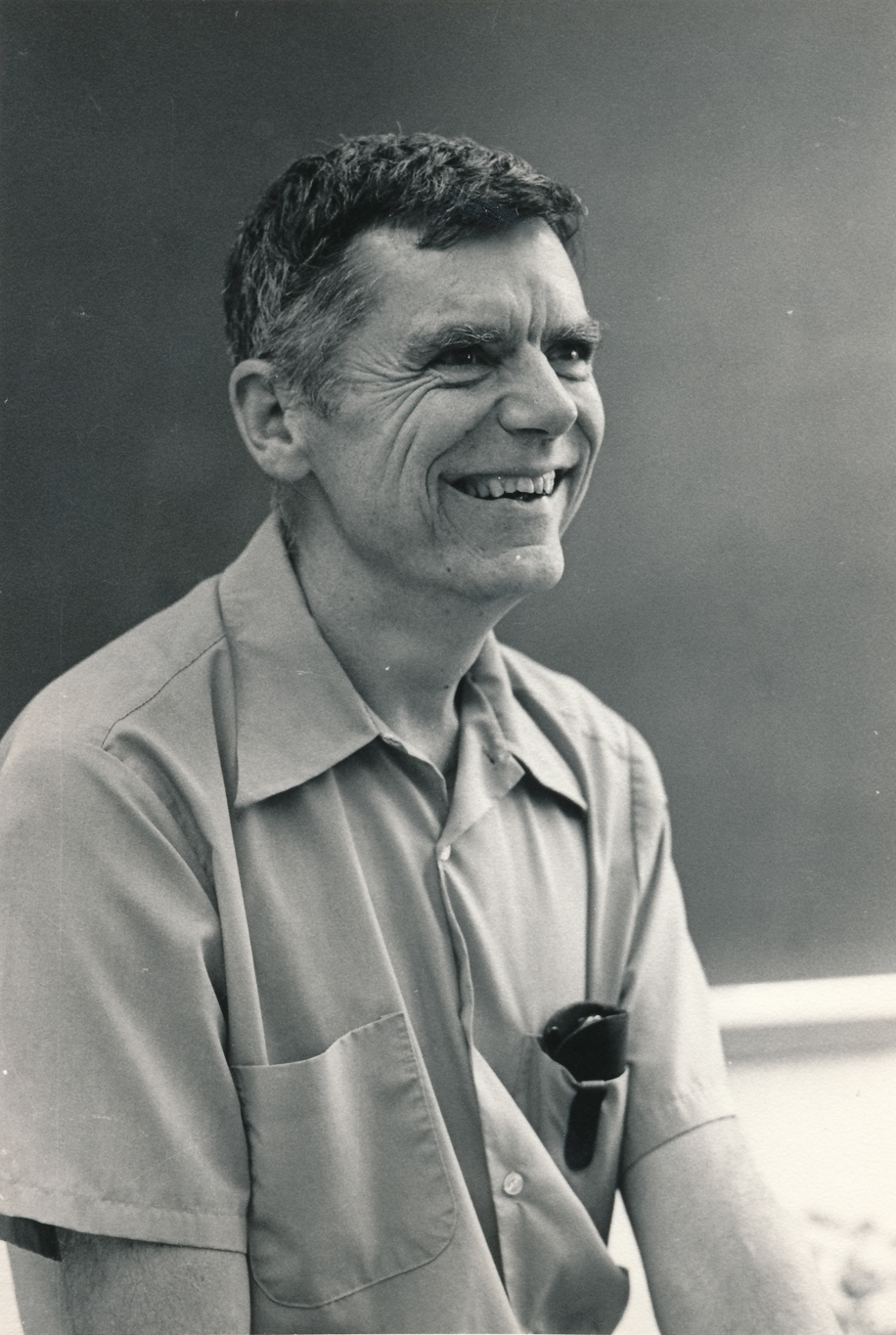
Philip G. Hodge

Philip Gibson Hodge (* 9. November 1920 in New Haven, Connecticut; † 11. November 2014 in Sunnyvale, Kalifornien) war ein US-amerikanischer Ingenieurwissenschaftler, der sich insbesondere mit Plastizitätstheorie befasste.
Hodge studierte am Antioch College mit dem Bachelor-Abschluss 1943 und wurde 1949 an der Brown University bei William Prager promoviert (On Torsion Of Plastic Bars, Approximate solutions Of Problems Of Plane Plastic Flow) 1949 wurde er Assistant Professor für Angewandte Mathematik an der University of California, Los Angeles, und 1953 Associate Professor und dann Professor am Brooklyn Polytechnic Institute. Ab 1957 war er Professor am Illinois Institute of Technology und ab 1971 an der University of Minnesota, an der er 1991 emeritierte. Danach war er ab 1993 Gastprofessor an der Stanford University.
1985 erhielt er die Von-Karman-Medaille. Er war Mitglied der National Academy of Engineering und Ehrenmitglied der American Society of Mechanical Engineers.
Zu seinen Doktoranden gehört Ted Belytschko.

## Schriften
- mit William Prager: Theory of perfectly plastic solids, Wiley 1951
- Limit analysis of rotationally symmetric plates and shells, Prentice-Hall 1963